# Caddos birdes

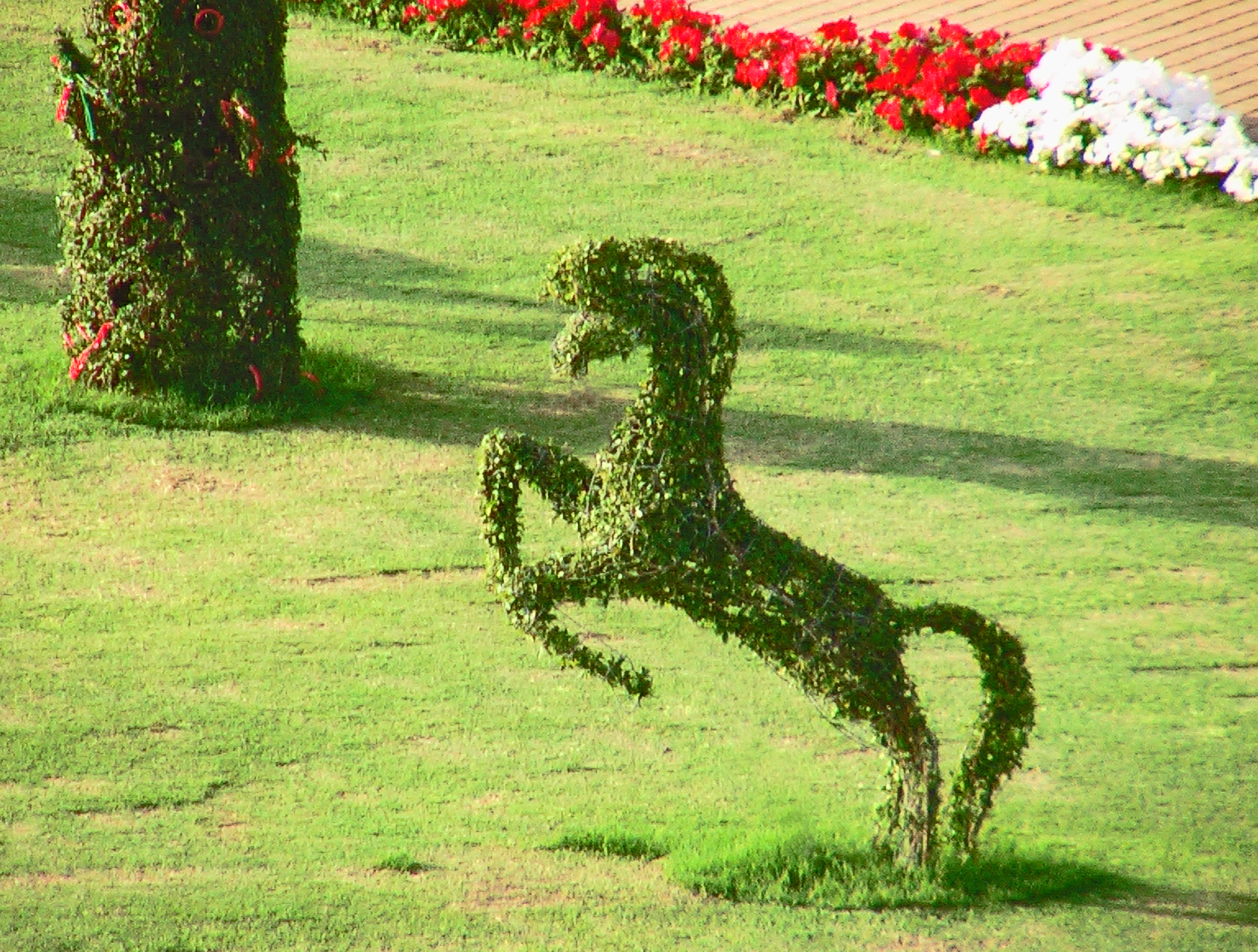
Riproduzione di un cavallino verde.

Nel folklore sardo, i caddos birdes ("cavalli verdi") erano delle creature fantastiche, che si presentavano sotto la forma di piccoli cavallini dal pelame verde molto rari e difficilissimi da avvistare.
Il loro nome è infatti usato, per antonomasia, a designare un qualcosa difficile da trovare o molto raro. Un proverbio sardo infatti dice "Homine affortunadu pius raru chi sos caddos birdes" vale a dire "un uomo fortunato è più raro dei cavalli verdi".
Queste creature leggendarie avevano dei poteri magici e benefici.
Si narra che il re di Monteleone ne avesse uno. Per impossessarsi di questi cavalli, i potenti potevano scatenare delle guerre.
Impossibili da domare, non sono mai stati montati da nessuno. Si narra anche che uno di loro si farà cavalcare il giorno in cui verrà il Re Pastore.